# Jean-Robert Franco
Jean-Robert Franco, né en 1945, est un artiste-visuel (photographe) français, d'origine niçoise. Il vit et travaille à Paris depuis les années 1970.

## Biographie
Après des études de management en France et en Californie, Jean-Robert Franco devient consultant en management relationnel, mais progressivement développe une activité professionnelle dans le domaine de la photographie.
Il étudie la philosophie à l'Ehess avec Heinz Wismann. 
C'est à Los Angeles qu'il rencontre artistes, peintres et graphistes. Ce sont ces rencontres qui l'ont amené plus tard à se consacrer entièrement à une carrière de photographe, d'abord dans le domaine de la mode, puis celui du photo-journalisme, enfin celui de la photographie contemporaine.
Au début des années 1980, Jean-Robert Franco rejoint l'agence photographique Viva, qui devient en 1982 l'agence Viva-Compagnie des reporters.
C'est à cette période que Max Gallo décrit le style de Jean-Robert Franco :

« On croit que tout a été dit de Nice. Il suffit de découvrir les photographies de Jean-Robert Franco pour savoir qu'on peut réinventer la ville, la mer et les couleurs. Rarement en effet un artiste a œuvré avec autant d'intelligence pour confronter le bleu du ciel et de la mer avec l'ocre, et les séparer par la fracture nette des lignes : rambarde, barrière, façades, grilles, colonnes. Rarement aussi la précision de la frontière a été autant mise en évidence, opposant la lumière et l'ombre. Le corps des baigneurs apparaît dans un tel jeu de surfaces comme un volume désincarné, objet saisi dans sa matérialité, masse entre les masses. De ces croisements de surface, de ces intersections surgit une vision personnelle : une Nice austère et droite. Celle que je rêve. »

— Max Gallo, 1982
À la fin des années 1980, Jean-Robert Franco passe progressivement d'une activité de photo-journaliste à une activité exclusivement artistique et organise ses premières expositions (CCI du Centre Pompidou, en 1987 ; Rencontres d'Arles, en 1995). 
En 1986, sa photographie artistique est reconnue nationalement avec le cliché Le Baiser, qui a fait l'objet d'une acquisition par le Fonds national d'art contemporain, avec une attribution en 1988 au Musée national d'art moderne Le Centre Pompidou.
À partir des années 2000, Jean-Robert Franco acquiert une reconnaissance internationale, qui l'amène à exposer à Milan, San-Francisco, Busan, Gwangju (Corée du Sud), Pékin, Chicago, et Saint-Petersbourg.
En 2003, La Maison des métallos nouvellement reconvertie en lieu culturel parisien, expose pour son inauguration un travail photographique de Jean-Robert Franco : Souvenirs Rêvés,
En 2013, Jean-Robert Franco présente son travail exploratoire et au long cours sur la ville de son enfance, Nice « Toujours à propos de Nice » ,. En capturant le quotidien collectif, « il photographie un temps suspendu qui comme le pont, porte sa propre vibration ».      
En 2015, est fait état de son travail consacré au bord de mer Promenade des Anglais 
Plus récemment, le livre Nice par Jean-Robert Franco est édité dans la collection "Portraits de villes" chez be-poles éditeur.

## Sélection d'expositions personnelles récentes
- 2016 « Apparitions », Pauilhac, 2016[10]
- 2015 - Hôtel Jules et Jim, Paris 2015
- 2012 - « Fantasmes », Espace Kiron, Paris. Février 2012
- 2012 - « Souvenirs rêvés », Musée Freud,St Pétersbourg, Russie
- 2011 - « Souvenirs rêvés », Galerie Janos, Paris
- 2010 - Galerie Museum, Paris
- 2010 - « Intimacy », West-East Gallery, Pékin, Chine
- 2007 - Galerie ARTES, Paris
- 2007 - Galerie Le Simoun, Paris
- 2004 - Galleria 52, Milan, Italie
- 2003 - Maison des Métallos, Paris
- 2002 - « Lagalerie », Paris
- 2000 - Galerie Kiron, Paris
- 1994 - « Calle 19, La Habana », produite par le Conseil Général de la Seine Saint-Denis (exposition itinérante)
- 1992 - Galerie Municipale du Château, Nice
- 1987 - Théâtre National de Strasbourg
- 1986 - Théâtre de la Ville, Paris
- 1982 - Galerie « CANON », Paris

## Expositions Collectives
- 2011 - « Intimacy », ARC gallery, Chicago, Etats-Unis
- 2009 - Environemental art festival, Gangju, Corée du Sud
- 2008 - Galerie le Cabinet d’amateur, Paris
- 2008 - Artcité, Fontenay sous Bois
- 2007 - International Contemporary Art Gwangju Artvision, Corée
- 2007 - Busan, Corée. Dong Baek art Center
- 2006 - Cachi Gallery, San-Francisco, Etats-Unis
- 2005 - Nuit Blanche, Mairie du 4ème arrondissement, Paris
- 2005 - Festival d’Art Contemporain de Kwangju, Corée
- 2005 - Galerie LIMN, San Francisco, Etats-Unis
- 2000 - « Internationaler Kulturaustaush », Berlin, Allemagne
- 1995 - « Regard social, Regards d’artistes », Bourse du Travail, Rencontres Internationales de la Photographie, Arles
- 1995 - « Artistes d’ici et d’ailleurs », groupe HEC, Jouy en Josas
- 1994 - Salon d’art contemporain, Galerie La Casadei, la Chaise-Dieu
- 1991 - « Image de la femme » (exposition itinérante)
- 1988 - 75 photographes contre l’Apartheid (exposition itinérante, production du Conseil Général de la Seine Saint-Denis)
- 1987 - « 10 photographes, 10 villes », CCI Beaubourg, Paris

## Collections publiques
- 1986 : Paris, Centre Pompidou - Musée national d'art moderne[11]
- 1988 : Seine-Saint-Denis, Fonds départemental d'art contemporain[12]
- 2001 : Bibliothèque nationale de France[13]

## Publications
- 2013 : Nice, collection "Portraits de villes", Les Éditions Be-pôles, Paris, DL 2013 (livre photographique).